# Stephen J. Cannell
Stephen Joseph Cannell (Los Ángeles, 5 de febrero de 1941-Pasadena, 30 de septiembre de 2010) fue un productor televisivo, escritor, novelista y actor ocasional estadounidense, fundador de Cannell Entertainment (anteriormente Stephen J. Cannell Produtions) y Cannell Studios.
Después de empezar su carrera como escritor de guiones televisivos, Cannell creó varias docenas de series de televisión exitosas desde los años 70 a los años 90, a menudo con su socio creativo Frank Lupo. Cannell creó, por ejemplo, The Rockford Files, The A-Team, Silk Stalkings, Renegade, The Greatest American Hero, 21 Jump Street, y The Commish. También escribió novelas, las más conocidas son las de misterio protagonizadas por Shane Scully.

## Primeros años
Cannell nació en Los Ángeles, California, y creció en Pasadena. Hijo de Carolyn y Joseph Knapp Cannell, en la escuela tuvo que luchar contra la dislexia y luego se graduó en la Universidad de Oregón, en 1964, en la rama de periodismo.

## Carrera
Después de la universidad, Cannell pasó cuatro años trabajando en el negocio familiar antes de vender su primer guion a Universal para su serie It Takes a Thief en 1968. Poco después fue contratado por la rama de producción televisiva de Universal Studios y escribió guiones para Ironside y Columbo. No mucho tiempo después, recibió una llamada telefónica de su amigo Herman Saunders que era el productor en la serie Adam-12. Resulta que necesitaban un guion enseguida, Stephen lo escribió y lo entregó en un solo día. Pronto fue contratado como editor de historias de la serie policial Adam-12, entonces en su cuarta temporada (1971–1972).
Cannell creó casi 40 series televisivas, mayoritariamente de crimen y misterio, incluyendo The Rockford Files, Chase, Escuadrón Oveja Negra, Baretta, Ciudad de Ángeles. Con su propia productora creó, The Greatest American Hero, El Equipo A, Hardcastle y McCormick, Wiseguy, 21 Jump Street, Silk Stalkings, y The Commish. En el proceso tiene, por su cuenta propia, guiones de más de 450 episodios, y producidos más de 1.500 episodios.
En 1979 Cannell dejó Universal y formó su compañía propia, Stephen J. Cannell Producciones. Su primera serie fue The Greatest American Hero, seguida por La Búsqueda, El Equipo A, Riptide y Cazador. Cannell reubicó sus oficinas a Hollywood Blvd en 1983.
Cannell también actuó ocasionalmente, incluyendo el personaje habitual de "Dutch" Dixon en su serie Renegado. También apareció en el piloto de la serie de ABC Castle y otra vez en la segunda temporada. Junto con James Patterson, Dennis Lehane y Michael Connelly, era uno de los compañeros de póquer de Castle. En la tercera temporada el asiento vacío que aparece en la mesa de póquer es un homenaje a Cannell.

## El Logotipo

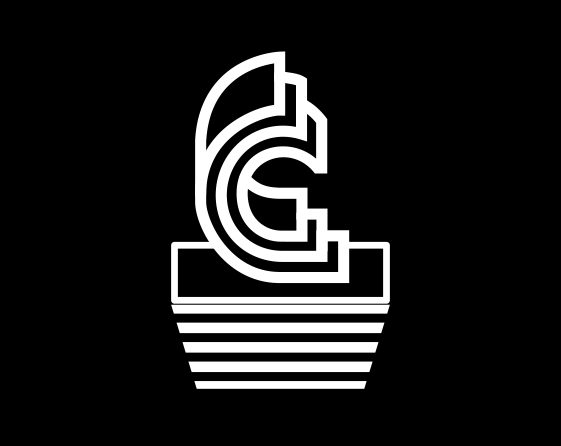
Logo de Stephen J. Cannell Productions.

El logotipo más famoso de su compañía de producción le presentaba a él mismo escribiendo y lanzando la hoja al aire. Durante la historia de la compañía se usaron un total de ocho logotipos diferentes, pero el logotipo original ya forma parte de la cultura pop americana [referencia necesaria] y ha sido parodiado en American Dad!, 30 Rock, Padre de familia, y Los Simpson.

## Vida personal
Cannell se casó con su novia del instituto, Marcia, en 1964. El matrimonio tuvo dos hijas, Tawnia y Chelsea, y dos hijos, Cody y Derek.
Cannell sufría dislexia y frecuentemente tuvo que dictar ideas o incluso guiones completos a una secretaria personal, Grace Curcio primero y Kathy Ezso después. Para escribir usaba una IBM Selectric, cuando no dictaba a su ayudante.

## Muerte
Cannell murió en su casa rodeado por su familia el 30 de septiembre de 2010 a causa de un melanoma.

## Filmografía selecta
- Ironside (1970) (escritor)
- The D.A. (1971)
- Adam-12 (1971–1973) (editor de argumentos)
- Chase, de Jack Webb (1973, telefilm) (guionista)
- Colombo (1973) (escritor)
- Toma (1973)
- The Rockford Files (1974–1980) (cocreador, con Roy Huggins)
- Cambio (1975) (escritor)
- Baretta (1975) (creador)
- Ciudad de Ángeles (1976) (cocreador, con Roy Huggins)
- Richie Brockelman: The Missing 24 Hours (telefilm, coguionista, con Steven Bochco, 1976)
- Baa Baa Black Sheep (un.k.Un. Escuadrón de Oveja negra) (1976–1978) (creador)
- The Duke (1979, serie de televisión)
- Stone (1980) (cocreador, con Richard Levinson y William Enlace)
- Tenspeed and Brown Shoe (1980) (creador; primera serie como un independiente)
- The Greatest American Hero (1981–1983) (creador)
- The Quest (1982) (coproductor ejecutivo; la serie creada por Juanita Bartlett)
- The A-Team (1983-1987)
- The Rousters (1983-1987) (cocreador, con Frank Lupo)
- Hardcastle y McCormick (1983–1986) (cocreador, con Patrick Hasburgh)
- Hunter (1984–1991) (la serie creada por Frank Lupo)
- Riptide (1984–1986) (cocreador, con Frank Lupo)
- The Last Precinct (1986) (cocreador, con Frank Lupo)
- Stingray (1985–1987) (creador)
- J. J. Starbuck (1987) (creador)
- Wiseguy (1987–1990) (cocreador, con Frank Lupo)
- 21 Jump Street (1987–1991) (cocreador, con Patrick Hasburgh)
- Sonny Spoon (1988) (cocreador, con Michael Daly, Diana Prince y Randall Wallace)
- Unsub (1989) (desarrollador; la serie creada por Stephen Kronish y David J. Burke)
- Top of the Hill  (1989)
- Booker (1989–1990) (cocreador, con Eric Blakeney)
- Broken Badges (1990, miniserie) (cocreador, con Randall Wallace)
- The Great Pretender, de Gus Trikonis (1991, piloto no vendido)
- Justicia de calle (1991–1993) (la serie creada por David Levinson, Mark Lisson y David H. Balcánico)
- Silk Stalkings (1991–1999) (creador; también el huésped protagonizado en dos episodios)
- Un sitio para Annie (1994) (Hallmark Sala de película de Fama)
- The 100 Lives de Black Jack Savage (1991) (cocreador, con James Wong y Glen Morgan)
- The Commish (1991–1996) (cocreador, con Stephen Kronish)
- Palace Guard (1991, miniserie) (creador)
- Personals (1991-1992)
- Renegade (1992–1997) (creador)
- The Hat Squad (1992–1993) (cocreador, con Bill Nuss)[8]
- Perdiendo Personas (1993–1994) (la serie creada por Peter Lance y Gary Sherman)
- Cobra (1993–1994) (cocreador, con Craig W. Hoz de furgoneta y Steven Mitchell Largo)
- Caesars Reto (1993-1994)
- Traps (1994) (creador)
- Hawkeye (1994–1995) (la serie creada por Kim LeMasters)
- Marker (1995)
- Beneficio (1996) (la serie creada por David Greenwalt y John McNamara)
- Two (1996) (productor ejecutivo; la serie creada por Charles Grant Craig)

### Distribución
En mayo de 1998, Cannell recompró su biblioteca de Fox. Cannell Vendió su compañía en marzo de 1995 a New World Communications (propiedad de News Corporation) por $30 millones. Aun así, dos de las series de Cannell , El Equipo A y Hunter pertenecen respectivamente a Universal y Columbia. Como parte del trato, Cannell pagaría a Fox para ventas internacionales y domésticas de sus series.

## Como actor
- Todos mis niños (1985)
- Magnum (1986)
- Renegado (1992–1997)
- Diagnóstico: asesinato (1997–1999)
- Pacific Blue (1999–2000)
- Arañas de hielo (2007)
- Castle (2009)